# Magglio Ordóñez
Magglio José Ordóñez (* 28. Januar 1974 in Caracas, Venezuela) ist ein venezolanischer Baseballspieler in der Major League Baseball. Er spielte für die Chicago White Sox (1997–2004) und seit 2005 für die Detroit Tigers.

## Leben
Die ersten acht Jahre seiner Karriere verbrachte Ordóñez bei den Chicago White Sox. Am 7. Februar 2005 unterschrieb er einen 5-Jahr, 85 Millionen Dollar Vertrag in Detroit. Insgesamt wurde Ordóñez zu sechs All-Star-Spielen eingeladen (1999, 2000, 2001, 2003, 2006, 2007).
Am 14. Oktober 2006 führte ein three-run walk-off Home Run von Ordonez zu dem „Sweep“ in der American League Championship Series über die Oakland Athletics. Durch den Sieg zogen die Detroit Tigers zum ersten Mal seit 1984 in die World Series ein.
| Personendaten    | Personendaten                              |
| ---------------- | ------------------------------------------ |
| NAME             | Ordóñez, Magglio                           |
| ALTERNATIVNAMEN  | Ordóñez, Magglio José (vollständiger Name) |
| KURZBESCHREIBUNG | venezolanischer Baseballspieler            |
| GEBURTSDATUM     | 28. Januar 1974                            |
| GEBURTSORT       | Caracas                                    |